# Гамбург-Вандсбек
Вандсбек (нім. Wandsbek) — частина однойменного району Вандсбек вільного та ганзейського міста Гамбург. Він включає ядро колишнього незалежного міста Вандсбек і західну частину Гіншенфельде та Гартенштад.